# Once (serie de televisión)
Once (estilizado como O11CE) es una serie infantil-juvenil argentina transmitida por Disney XD y Disney Channel. Fue producida por Pol-ka (solo en la primera temporada), Non Stop Digital, Pegsa Group y The Walt Disney Company Latin America. Es la tercera serie original de Disney XD Latinoamérica, después de Peter Punk (2011–2013) y Jungle Nest (2016). El protagonista es Mariano González-Guerineau.  
La primera temporada contó con 80 episodios repartidos en dos partes de 40 capítulos cada uno, al igual que la segunda temporada. La tercera temporada contó de 60 episodios divididos en tres partes de 20 episodio cada una. Se estrenó en Latinoamérica el 13 de marzo de 2017 en Disney XD y también a través de Disney Channel HD Latinoamérica.
El 11 de abril de 2017, Disney confirmó que la serie se renovaba para una segunda temporada, la cual se estrenó en Latinoamérica el 30 de abril de 2018. El 15 de julio de 2019 se estrenó la tercera temporada. El 29 de noviembre de 2019 se emitió el último capítulo de la tercera temporada
El 11 de abril de 2025, Disney confirmó que la serie tendrá una cuarta temporada, la cual se grabó en lugares de Argentina y España. La serie contará con los regresos de sus actores principales y la participación especial de Sergio "Kun" Agüero. La cuarta temporada se estrenará en 2026.

## Sinopsis
Gabriel "Gabo" Moreti (Mariano González-Guerineau) es un adolescente apasionado por el fútbol que vive con su abuela Amelia Moreti (Beatriz Dellacasa) en Álamo Seco, Argentina. Su talento no pasa desapercibido para Francisco Velázquez (Nicolás Pauls), quien le ofrece una beca en el prestigioso Instituto Académico Deportivo (IAD). Gabo se traslada a Buenos Aires, donde deberá enfrentar desafíos deportivos y académicos, mientras descubre secretos sobre su familia. En el IAD, los Halcones Dorados es un reconocido equipo amateur de fútbol y Gabo debe ayudar a reconstruir el grupo tras la deserción de muchos jugadores. Sin embargo, enfrenta la rivalidad de Lorenzo Guevara (Sebastián Athie), el delantero estrella del equipo. Con el apoyo de sus nuevos amigos, Ricardo ''Ricky'' Flores (Juan David Penagos), Andre ''Dede'' Duarte (Luan Brum), Zoe Velázquez (Paulina Vetrano) y  Joaquín Costa (Javier Eloy Bonnano), Gabo se esfuerza por convertirse en un líder positivo y buscará cumplir su gran sueño, convertirse en un futbolista profesional. Experimenta tanto el éxito como el fracaso en su viaje deportivo y académico.

## Elenco

### Principales
- Mariano González-Guerineau como Gabriel «Gabo» Moreti / Gabriel Guevara Moreti
- Sebastián Athié (†) como Lorenzo Guevara (temporada 1-3)
- Juan David Penagos como Ricardo «Ricky» Flores
- Luan Brum como André «Dedé» Duarte
- Paulina Vetrano como Zoe Velázquez
- Javier Eloy Bonanno como Joaquín Costa
- Santiago Stieben como Vito Voltaglio
- Nicolás Pauls como Francisco Velázquez
- Lucas Minuzzi como Pablo Espiga (temporada 1-3)
- Candelaria Grau como Celeste Brizuela (temporada 3; recurrente temporada 1-2)
- Juan Francisco Cabrera como Daniel Gratzia (temporada 1-2; recurrente temporada 3)
- Guido Pennelli como Ezequiel Correa (temporada 2-4; recurrente temporada 1)
- Verónica Pelaccini como Isabel Di Marco (temporada 1-4; recurrente temporada 3)
- Renato Quattordio como Apolodoros «14» Nikotatópulos (temporadas 1-2; invitado temporada 3)
- Federico J. Gurruchaga como Lucas Quintana (temporada 1-2; Invitado temporada 3)
- Juan de Dios Ortiz como Diego Guevara (temporada 1-2; Invitado temporada 3)
- Agustina Palma como Martina Markinson (temporadas 1-2)
- Tomás Blanco como Valentino Toledo (temporadas 1-2)
- Fausto Bengoechea como Adrián Roca (temporadas 1-2)
- Paulo Sánchez Lima como Mariano Galo (temporadas 1-2)
- Juan Bautista Herrera como Leonardo «Leo» Palacios (temporada 1-3; Invitado temporada 2)
- Santiago Luna como Rafael «Rafa» Fierro (temporadas 1, 3)
- Daniel Patiño como Martín Mejía (temporada 2; recurrente temporada 3)
- Ian Lucas como Manuel Gauna (temporada 3; invitado temporada 2)
- Brian Haupt como Fernando (temporada 3)
- Bianca Zero como Delfina Soto (temporada 3)
- Joaquín Ochoa como Arturo Garrido (temporada 3)
- Marcos Cartoy Díaz como Ramiro (temporada 3)
- Karim Hendi como Lautaro (temporada 3)
- Giuliano Montepaone como Tobias (temporada 3)
- Tomy Díaz como Alfa (temporada 3)
- Nicolás Dino Lorenzón como Tristán (temporada 3)
- Gaby de Castillo como Ulises Zavaleta (temporada 3)
- Julia Tozzi como Natalia De Acosta (temporada 3)
- Dany Martins como Alan Salazar (temporada 3-4)
- Juanma Muniagurria como Federico García (temporada 3)
- Paula Cancio Como Laura Domenek (temporada 3)
- Emiliano González como Gael (temporada 4)
- Faustino Bo (temporada 4)
- Massimo Pomponio como Benjamin (temporada 4)
- Gabriel Moura (temporada 4)
- Efraín Wilches (temporada 4)
- Francisco Pizarro (temporada 4)
- Tomás Moreno (temporada 4)
- Ezequiel Martinez (temporada 4)
- Bautista Amestoy (temporada 4)
- Nicolas Genesio (temporada 4)
- Juan Carlos Falco Pierri (temporada 4)
- Nahuel Pirovano (temporada 4)
- Layla Ferrari (temporada 4)
- Clara Benadiba (temporada 4)
- Nazarena Ambrosio (temporada 4)
- Alberto de Carabassa como Luca (temporada 4)
- Juan Ignacio Cane como Alfonso (temporada 4)

### Recurrentes
- Julián Cerati como Felipe Aragón
- Beatriz Dellacasa como Amelia Moreti
- Camila Sassi como Micaela (temporadas 1-2)
- Pablo Gershanik como Amadeo Carrillo (temporada 2-3; temporada 1 principal)
- Agostina Fabrizio como Silvia (temporadas 1-2)
- Lucia Gambandė como Magaly «Maga» (temporadas 1-2)
- Maria Jesús Rentería como Fernanda (temporadas 1-2)
- Sebastián Muñíz como Carlos «El Pulpo» (temporada 1-2)
- Mariano Zabalza como Camilo Montero (temporada 1-2, 4)
- Alfredo Castellani como Florencio / Franco Pellozzi
- Giampaolo Sama como Giovanni Malaffacce (temporada 1-2)
- Luciano Andrada como Julián Vidal (temporadas 1-2, 4)
- Christian Sancho como Félix Jiménez (temporada 1-2)
- Gonzalo Dubourg como Ciro D'Alessios (temporadas 1-2)
- Elis Garcia como Abril Alcaraz (temporada 2)
- Alfredo Allende como Olson (temporadas 1-2)
- Luciana Jersonsky como Pia (temporada 3)
- Ariadna Asturzzi como Clara (temporada 3)
- Camila Rabinovich como Lara (temporada 3)
- Juan Ciancio como Franco Quesada (temporada 2)
- José Giménez Zapiola como Alejandro Vidal Gorlomi (temporadas 1-2)
- Julia Dovganishina como Anna Safonova (temporada 2; temporada 3 invitada)
- Sandra Criolani como Griselda (temporadas 1-2)
- Bruno Heder como Antonio «Tony» Greenberg (temporada 2; temporada 3 invitado)
- Juan Esteban Flaiszman como Gastón (temporada 3)
- Valeria San Martin como Mariela (temporada 3)
- Violeta Kaehler como Juana (temporada 3)
- Yamaldo Rey Morales como Jefferson «Jeff» (temporada 3)
- Federico Bellu como Cayetano (temporada 3)
- Nicolás Cucaro como Matias (temporada 3)
- Bautista Rivarola como Gael (temporada 3)
- Marcela Jove como Olivia (temporadas 1-2)
- Franco Ceres como Alexis (temporada 3)
- Matias Tamborelli como Dylan (temporada 3)
- Lucas Rubin como Arezio (temporada 3)
- Edgardo Marchiori como Dante (temporada 2)
- Pedro Mariscotti como Torre aliva (temporada 2)
- Mariana Seligmann como Alejandra «Alex» Vidal (temporada 2)
- Barbara Roskin como Dina (temporada 2)
- Leandro Orowitz como «El Comisario» (temporada 1-3)
- Emanuel Garcia como Xavier (temporada 2)
- Miguel Di Lemme como Martin Castelli (temporadas 1-2)
- Soledad Comasco como Julia Losada (temporadas 1-2)
- Vadim Abramenko como Dimitri Safonova (temporada 2)
- Rodrigo Bianco como Ernesto Bruno (temporada 1)
- Constanza Boquet como Paola (temporada 2)
- Fabio Aste como Miguel Fierro (temporada 1)
- Diego De Paula como «El Ingeniero» (temporada 3)
- Constanza Espejo como La mama de Martina (temporada 2)
- Alejandro Vitello como Guillermo Suárez (temporada 1)
- Sergio Vitello como Gustavo Suárez (temporada 1)
- Claudio D'Odorico como padre de Valentino (temporada 1)
- Nicolás Albamonte como Alonso (temporada 1)
- Bianca Olivetti como Ludmila (temporada 1)
- Miguel Di Lemme como Martin Castelli (temporada 1-2)
- Facundo Posincovich como Mark (temporada 2)
- Santiago Motolo como Rodrigo (temporada 3)

### Invitados
- Pablo Stecco como él mismo (temporada 1)
- Pedro Malespina como él mismo (temporada 1)
- Israel Gabriel Rivera como él mismo (temporada 1)
- Guido Hernandez como él mismo (temporada 1)
- Pablo Ferreira como él mismo (temporada 1)
- Fernando Palomo como él mismo (temporadas 1-2 y 4)
- Morat como ellos mismos (temporada 1), interpretando la banda sonora "Del estadio al cielo" para el final de la temporada 1
- Rezende como él mismo (temporada 2)
- Fran MG como él mismo (temporada 2)
- Javier Zanetti como él mismo (temporada 2)
- Michael Ronda como Simón Álvarez (de Soy Luna) (temporada 2)
- Carlos Bianchi como él mismo (temporada 3)
- Marco Llorente como él mismo (temporada 3)
- João Félix como él mismo (temporada 3)
- Koke Resurrección como él mismo (temporada 3)
- Fabricio Oberto como él mismo (temporada 3)
- Kun Agüero como él mismo (temporada 4)

## Temporadas y episodios
| Temporada | Temporada | Episodios | Episodios               | Emisión original        | Emisión original    |
| Temporada | Temporada | Episodios | Episodios               | Primera emisión         | Última emisión      |
| --------- | --------- | --------- | ----------------------- | ----------------------- | ------------------- |
|           | 1         | 80        | 40                      | 13 de marzo de 2017     | 5 de mayo de 2017   |
| 40        | 1         | 80        | 3 de julio de 2017      | 25 de agosto de 2017    |                     |
|           | 2         | 80        | 40                      | 30 de abril de 2018     | 22 de junio de 2018 |
| 40        | 2         | 80        | 20 de agosto de 2018    | 12 de octubre de 2018   |                     |
|           | 3         | 60        | 20                      | 15 de julio de 2019     | 9 de agosto de 2019 |
| 20        | 3         | 60        | 9 de septiembre de 2019 | 4 de octubre de 2019    |                     |
| 20        | 3         | 60        | 3 de noviembre de 2019  | 29 de noviembre de 2019 |                     |

## Producción
Comenzó su producción el 29 de mayo de 2016, contando con el creador, guionista y productor Jorge Edelstein de Soy Luna (2016–presente) y Bia (2019–2020). Es una producción original de Pol-Ka Producciones (Solo la temporada 1 fue producida), Non Stop Digital, Pegsa Group realizada en colaboración de The Walt Disney Company Latin America y fue trasmitida en los canales de Disney XD y Disney Channel .

Es un orgullo muy grande para nosotros anunciar el inicio de producción de un nuevo contenido regional para Disney XD, que se suma a las propuestas originales que desarrollamos especialmente para el target del canal. O11CE será una nueva apuesta a la creatividad latinoamericana y al talento local, con mensajes universales que tienen que ver con nuestra visión de marca y una temática que sabemos que conectará emocionalmente con el público de Disney XD.
—Cecilia Mendonça, Vicepresidente y General Manager Disney Channel Latin America, The Walt Disney Company Latin America

Verónica Pelaccini (Interpreta a Isabel Di Marco y es la coach de casting), comenzó dirigiendo los cástines y coacheando a los jóvenes futbolistas que iban a protagonizar la gira, los cuales no tenían experiencia en la actuación. Sobre este punto, Pelaccini dijo que, compartir el criterio de la producción de elegir a jóvenes que supieran jugar bien al fútbol por sobre su experiencia en la actuación y dijo: 

Es muy difícil enseñarle a jugar al fútbol a un chico en apenas cuatro meses, en cambio sí se le pueden enseñar mínimas nociones de actuación. En O11CE es fundamental que sepan jugar al fútbol porque todo gira en torno a los partidos, el fútbol no es una excusa en la tira, es el centro de la trama. Buscamos cuerpos acostumbrados a jugar al fútbol. Necesitábamos cuerpos acostumbrados a jugar al fútbol, creo que el criterio estuvo muy bien, lo comparto y yo les hice el coaching a los chicos, Llevo tiempo haciendo coaching para Disney, antes lo había hecho para Jungle Nest y me llamaron para esto y luego quedé para el papel de Isabel es una persona muy ocupada, lo único que le importa es que el IAD pueda estar a la altura de lo que quería su padre. Necesita aprender a delegar, a relajarse y ampliar sus horizontes sociales.

Consultada acerca del trabajo con las jóvenes del elenco, Pelaccini dijo: 

Fue más fácil. La mayoría de las chicas había estudiado teatro, venían con experiencia en TV y además las mujeres somos más histriónicas, más vehementes, no tenemos pudor en ampliar la gesticulación en el estilo italiano.
Está flotando en el aire que sea un éxito como Violetta o Soy Luna".

### Música

#### Videoclips y canciones
| Año  | Títulos | Álbum                                               |
| ---- | --- | --------------------------------------------------- |
| 2017 | «I Love It Loud (Intro)» - Género: Hard rock y Heavy metal - Lanzamiento: 13 de octubre de 1982 (Fecha original) / 13 de marzo de 2017 (Serie) - Duración: 4:10 (Original) / 0:11 (Serie) - Grabación: 1982 (Original) / 2016 (Serie) - Formatos: CD, Descarga digital | «Creatures of the Night» de Kiss                    |
| 2017 | «Del Estadio al Cielo» - Género: Balada - Lanzamiento: 17 de junio de 2016 (Fecha original) / 26 de agosto de 2017 (serie) - Duración: 4:02 (Original) / 2:34 (Serie) - Grabación: 2014-2016 (Original) / 2016 (Serie) - Formato:CD, Descarga digital.                 | «Sobre el amor y sus efectos secundarios» de Morat) |
| 2018 | «Juega con el Corazón» (por Sebastián Athie, Paulina Vetrano y Daniel Patiño) - Género: Pop - Lanzamiento: 30 de marzo de 2018 - Duración: 2:42 - Discográfica: Walt Disney Records - Grabación: 2017 - Formatos: CD, Descarga digital                                 | «Juega con el Corazón»                              |
| 2018 | «Juega con el Corazón (Remix, versión rusia) (ft. Julia Dovganishina)» - Género: Pop - Lanzamiento: 13 de julio de 2018 - Duración: 2:45 - Discográfica: Walt Disney Records - Grabación: 2017 - Formatos: CD, Descarga digital                                        | «Juega con el Corazón»                              |
| 2018 | «Atrapame si puedes» (por Paulina Vetrano, Agustina Palma, Luan Brum y Sebastián Athié) - Género: Pop - Lanzamiento: 7 de septiembre de 2018 - Duración: 1:05 - Discográfica: Walt Disney Records - Grabación: 2017 - Formatos: CD, Descarga digital                   | «Atrapame si puedes»                                |
| 2019 | «Juve: Storia di un grande amore» - Lanzamiento: 26 de abril de 2011 (Fecha original) / 31 de julio de 2019 (serie) - Duración: 2:50 (Original) / 2:40 (Serie) - Grabación: 2011 (Original) / 2018 (Serie) - Formatos: CD, Descarga digital                            | «Juve: Storia di un grande amore» de Paolo Belli    |

Producción Musical:
- Eduardo Gómez Bidondo

Equipo Musical:
- Eduardo Gómez Bidondo
- Juan Cruz Masotta
- Malena Olmos

Autores / Compositores Musicales:
- Eduardo Gómez Bidondo

Musicalización:
- Adrián Guzmán

Producción Cortina Musical:
- Eduardo Frigerio
- Federico San Millán

## Emisión
Se estrenó en Latinoamérica el 13 de marzo de 2017 en Disney XD y también a través de Disney Channel HD, en ese entonces un canal distinto que emitía en alta definición. El 11 de septiembre del mismo año, la serie se estrenó en las señales de resolución estándar de Disney Channel en Latinoamérica, así como en la señal de España.
Una cuarta temporada se estrenará en el 2026.

## Premios y nominaciones
| Año  | Premio.                       | Categoría                                    | Candidato                  | Resultado |
| ---- | ----------------------------- | -------------------------------------------- | -------------------------- | --------- |
| 2017 | Kids' Choice Awards Argentina | Actriz favorita                              | Paulina Vetrano            | Nominada  |
| 2017 | Kids' Choice Awards Argentina | Serie o programa favorito                    | O11CE                      | Nominado  |
| 2017 | Kids' Choice Awards Argentina | Villano favorito                             | Sebastián Athié            | Nominado  |
| 2017 | Meus Prêmios Nick             | Programa favorito                            | O11CE                      | Nominado  |
| 2018 | Bronze World Medals           | Niños/Jóvenes                                | O11CE                      | Ganador   |
| 2018 | Premios TVyNovelas Colombia   | Mejor serie o comedia de canal internacional | O11CE                      | Nominado  |
| 2018 | Kids' Choice Awards México    | Show Favorito                                | O11CE                      | Nominado  |
| 2018 | Kids' Choice Awards México    | Actores favoritos                            | Mariano González-Guerineau | Nominado  |
| 2018 | Kids' Choice Awards México    | Actores favoritos                            | Juan David Penagos         | Nominado  |
| 2018 | Kids' Choice Awards México    | Actores favoritos                            | Luan Brum                  | Nominado  |
| 2018 | Kids' Choice Awards México    | Actriz favorita                              | Paulina Vetrano            | Nominada  |
| 2018 | Kids' Choice Awards México    | Villano favorito                             | Daniel Patiño              | Nominado  |
| 2018 | Kids' Choice Awards Argentina | Actor favorito                               | Juan David Penagos         | Nominado  |
| 2018 | Kids' Choice Awards Argentina | Actriz favorita                              | Paulina Vetrano            | Nominada  |
| 2018 | Kids' Choice Awards Argentina | Chico tendy                                  | José Giménez Zapiola       | Ganador   |
| 2018 | Kids' Choice Awards Argentina | Chico tendy                                  | Renato Quattordio          | Nominado  |
| 2019 | Kids' Choice Awards México    | Actor favorito                               | Sebastián Athie            | Nominado  |
| 2019 | Kids' Choice Awards México    | Actriz favorita                              | Paulina Vetrano            | Nominada  |
| 2020 | Awards Kidscreen              | Mejor serie de acción real, infantil         | O11CE                      | Nominado  |